# Поррас-и-Айльон, Рафаэла
Святая Рафаэла Поррас-и-Айльон (исп. Rafaela Porras y Ayllón, 6 января 1850, Педро-Абад, Андалусия — 6 января 1925, Рим) — испанская монахиня, которая в 1877 году вместе со своей сестрой Долорес основала конгрегацию «Служанки Святейшего Сердца Иисуса», направленную главным образом на образование детей.
После принятия монашества в 1875 году взяла имя Рафаэла Мария Святейшего Сердца Иисуса (исп. Rafaela María del Sagrado Corazón de Jesús). Была монахиней большую часть своей жизни, посвятила себя управлению конгрегацией и проживала в Риме до самой смерти после ухода с поста настоятельницы ордена в 1893 году.
Беатифицирована 18 мая 1952 года папой Пием XII, канонизирована 23 января 1977 года папой Павлом VI.
День памяти — 6 января.